# Dirt 3
DiRT 3 — компьютерная игра жанра автосимулятора, восьмая по счёту в серии Colin McRae Rally. Продолжение предыдущей игры серии — DiRT 2. DiRT 3 базируется на игровом движке EGO 2.0.
| Системные требования    | Системные требования                                                              | Системные требования                  |
| ----------------------- | --------------------------------------------------------------------------------- | ------------------------------------- |
|                         | Минимальные                                                                       | Рекомендуемые                         |
| Microsoft Windows       |                                                                                   |                                       |
| ОС                      | Windows XP/Vista/Windows 7                                                        | Vista/Windows 7                       |
| ЦПУ                     | AMD Athlon 64 X2 2.8 ГГц / Intel Pentium D 2.8 ГГц                                | AMD Phenom II / Intel Core i3         |
| Объём ОЗУ               | 2 Гб                                                                              | 3 Гб                                  |
| Место на диске          | 15 Гб                                                                             | 15 Гб                                 |
| Информационный носитель | DVD                                                                               | DVD                                   |
| Видеокарта              | AMD Radeon HD 2000 Series 256 Мб / NVIDIA GeForce 8000 Series 256 [[мегабайт\|Мб] | AMD Radeon HD 6000 Series             |
| Звуковая плата          | DirectX 9 совместимая звуковая карта                                              | DirectX 11 совместимая звуковая карта |
| Устройства ввода        | компьютерная мышь, клавиатура                                                     | компьютерная мышь, клавиатура         |

Основная часть игрового процесса посвящена зарабатыванию очков репутации, которые игрок получает, участвуя в различных соревнованиях, и которые нужны для привлечения внимания спонсоров, предоставляющих новые транспортные средства. Также в игре присутствует режим джимханы, где игрок должен проходить трассу с препятствиями, при этом выполняя трюки, чтобы получать очки. Кроме того в игре существуют и режимы «для вечеринок», в которых целями являются разрушение деревянных строений, распространение зомби-инфекций и захват флага. В хардкорном режиме игроку доступен только вид из кабины, отсутствуют помощники, появляются снег и дождь, а также возможность загружать видеоповторы сразу на Youtube.
| Иноязычные издания    | Иноязычные издания |
| Издание               | Оценка             |
| --------------------- | ------------------ |
| 1UP.com               | A-                 |
| AllGame               | [ 6 ]              |
| CVG                   | 9,4 / 10           |
| Eurogamer             | 9 / 10             |
| G4                    | 4 / 5              |
| GamePro               | [ 10 ]             |
| GameRevolution        | A-                 |
| GameSpot              | 9,0 / 10           |
| GamesRadar+           | 9 / 10             |
| GameTrailers          | 9,2 / 10           |
| IGN                   | 8,5 / 10           |
| OXM                   | 9,0 / 10           |
| XboxAddict            | 88 %               |
| Русскоязычные издания |                    |
| Издание               | Оценка             |
| 3DNews                | 9 / 10             |
| Absolute Games        | 67 %               |
| «PC Игры»             | 9 / 10             |
| PlayGround.ru         | 8,7 / 10           |
| «Домашний ПК»         | [ 22 ]             |
| «Игромания»           | 8,0 / 10           |
| «Игры Mail.ru»        | 8,5/10             |
| «Страна игр»          | 9 / 10             |
| StopGame.ru           | Похвально          |

| Сводный рейтинг | Сводный рейтинг      | Сводный рейтинг       | Сводный рейтинг      |
| Издание         | Оценка               | Оценка                | Оценка               |
| Издание         | PC                   | PS3                   | Xbox 360             |
| --------------- | -------------------- | --------------------- | -------------------- |
| GameRankings    | 86,27 %              | 87,57 %               | 87,96 %              |
| Metacritic      | 86 / 100 (22 обзора) | 87 / 100 (50 обзоров) | 87 / 100 (74 обзора) |

## Автомобили
Всего в игре 62 автомобиля (44 основных, остальные из разных DLC). Большинство автомобилей открыты сразу, но не все из них можно использовать в Турне. Некоторые автомобили могут не подходить по дисциплине, классу или по уровню репутации водителя. К каждому автомобилю присутствует множество видов раскрасок команд, каждая из которых имеет свой стиль оформления и типы бонусных заданий, выполняемых в гонках. По мере карьерного роста открываются как новые автомобили, так и раскраски к ним.

## Оценки и отзывы
«Codemasters создали превосходный, уникальный гоночный симулятор. Их ралли сочетают в себе и серьезность данных соревнований, и веселье для непринужденного отдыха» — отозвался об игре портал Games-TV. В своем обзоре он выставил высший балл — «стоит купить».
PC Игры: «Видно, что каждая деталь игры была тщательно продумана, и из-за этого Dirt 3 легко записать в пантеон лучших гоночных игр планеты.»